# La Bourdinière-Saint-Loup
La Bourdinière-Saint-Loup ist eine französische Gemeinde mit 751 Einwohnern (Stand: 1. Januar 2022) im Département Eure-et-Loir in der Region Centre-Val de Loire; sie gehört zum Arrondissement Chartres und zum Kanton Chartres-2. 

## Geographie
La Bourdinière-Saint-Loup liegt etwa 19 Kilometer südsüdwestlich von Chartres. Umgeben wird La Bourdinière-Saint-Loup von den Nachbargemeinden Mignières im Norden, Dammarie im Nordosten und Osten, Fresnay-le-Comte im Osten, Meslay-le-Vidame im Südosten und Süden, Vitray-en-Beauce im Süden, Luplanté im Südwesten und Westen sowie Ermenonville-la-Grande im Westen und Nordwesten.
Durch die Gemeinde führt die Route nationale 10.

## Geschichte
Bis 1972 hieß die ursprüngliche Gemeinde Boisvillette und wurde zum 24. November 1972 mit dem heutigen Namen versehen. Die Fusion mit der damaligen Nachbargemeinde Saint-Loup wurde trotz der Namensführung erst 1977 abgeschlossen.

## Demographie
| Jahr                       | 1962 | 1968 | 1975 | 1982 | 1990 | 1999 | 2006 | 2014 | 2020 |
| Einwohner                  | 162  | 147  | 334  | 366  | 455  | 482  | 524  | 691  | 744  |
| Quellen: Cassini und INSEE |      |      |      |      |      |      |      |      |      |

## Sehenswürdigkeiten

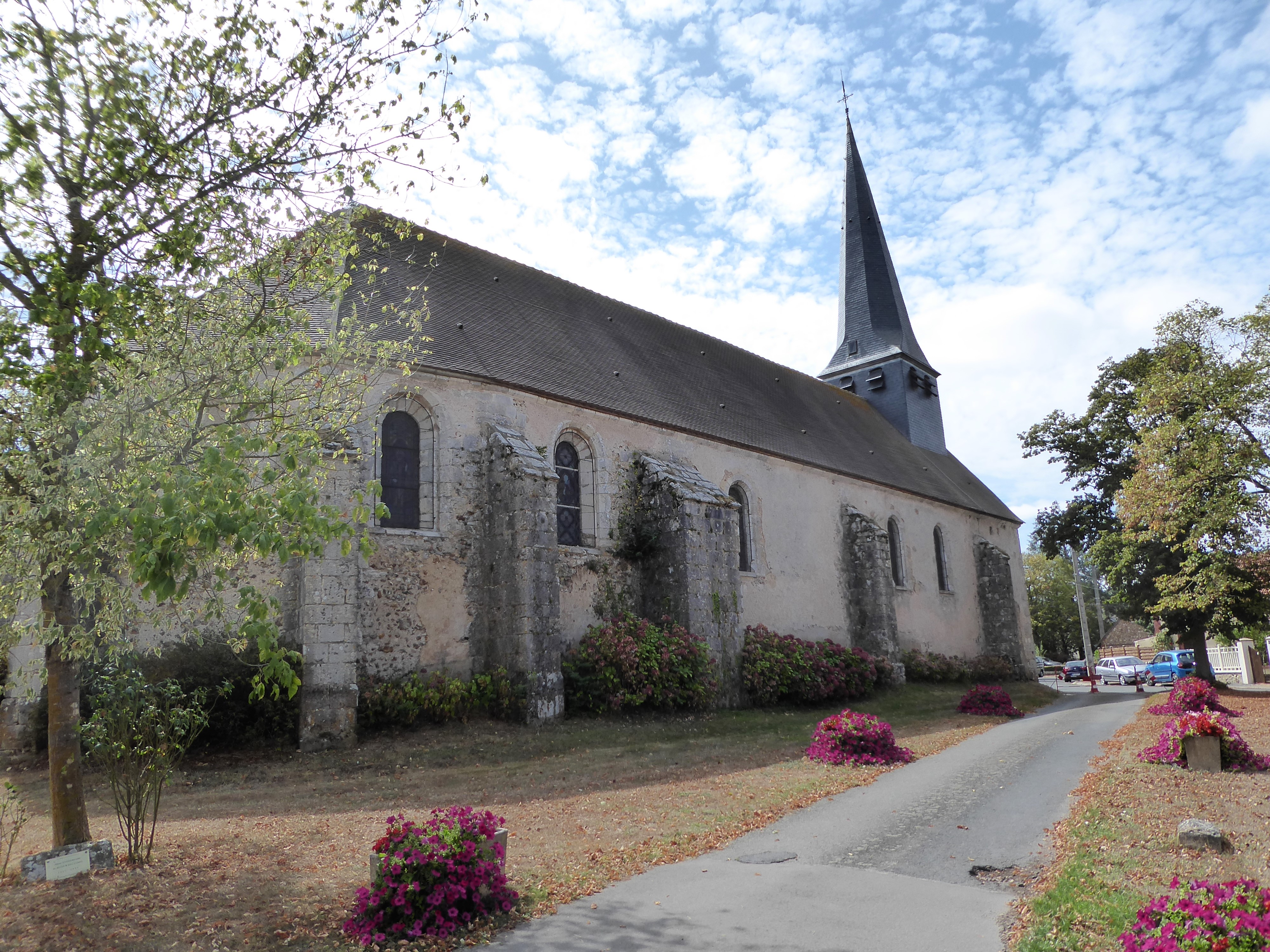
Kirche Saint-Loup

- Kirche Saint-Loup

## Persönlichkeiten
- Robert Massin (1925–2020), Grafiker